# Liste des monuments historiques de la Creuse
Cet article recense les monuments historiques de la Creuse, en France.

## Statistiques
Au 21 juillet 2025, la Creuse compte 289 édifices comportant au moins une protection au titre des monuments historiques, dont 92 sont classés et 209 sont inscrits. Le total des monuments classés et inscrits est supérieur au nombre total de monuments protégés car plusieurs d'entre eux sont à la fois classés et inscrits.
- Haut – A
- B
- C
- D
- E
- F
- G
- H
- I
- J
- K
- L
- M
- N
- O
- P
- Q
- R
- S
- T
- U
- V
- W
- X
- Y
- Z

## Liste
| Monument                                                                         | Commune                       | Adresse                                                                 | Coordonnées                      | Notice         | Protection             | Date                 | Illustration                                                                |
| -------------------------------------------------------------------------------- | ----------------------------- | ----------------------------------------------------------------------- | -------------------------------- | -------------- | ---------------------- | -------------------- | --------------------------------------------------------------------------- |
| Château de Chantemille                                                           | Ahun                          | Chantemille                                                             | 46° 06′ 37″ nord, 2° 02′ 30″ est | « PA00099979 » | Inscrit                | 2000                 | Château de Chantemille                                                      |
| Château de la Chezotte                                                           | Ahun                          |                                                                         | 46° 05′ 19″ nord, 2° 00′ 49″ est | « PA00099980 » | Inscrit                | 2020 2022            | Château de la Chezotte                                                      |
| Château de Massenon                                                              | Ahun                          |                                                                         | 46° 03′ 41″ nord, 2° 02′ 14″ est | « PA00099981 » | Classé Inscrit         | 1986                 | Château de Massenon                                                         |
| Église Saint-Sylvain d'Ahun                                                      | Ahun                          |                                                                         | 46° 05′ 14″ nord, 2° 02′ 45″ est | « PA00099982 » | Classé                 | 1992                 | Église Saint-Sylvain d'Ahun                                                 |
| Fontaine d'Ahun                                                                  | Ahun                          |                                                                         | 46° 05′ 11″ nord, 2° 02′ 43″ est | « PA00099983 » | Inscrit                | 1926                 | Fontaine d'Ahun                                                             |
| Viaduc de Busseau                                                                | Ahun                          |                                                                         | 46° 07′ 24″ nord, 2° 01′ 35″ est | « PA00099984 » | Inscrit                | 1975                 | Viaduc de Busseau                                                           |
| Église de l'Assomption-de-la-Vierge d'Ajain                                      | Ajain                         |                                                                         | 46° 12′ 32″ nord, 1° 59′ 56″ est | « PA00099985 » | Classé                 | 1930                 | Église de l'Assomption-de-la-Vierge d'Ajain                                 |
| Église Saint-Pierre d'Alleyrat                                                   | Alleyrat                      |                                                                         | 45° 59′ 23″ nord, 2° 08′ 49″ est | « PA00099986 » | Inscrit                | 1963                 | Église Saint-Pierre d'Alleyrat                                              |
| Église Saint-Pierre-et-Saint-Paul d'Anzême                                       | Anzême                        |                                                                         | 46° 16′ 04″ nord, 1° 51′ 51″ est | « PA00099987 » | Classé                 | 1982                 | Église Saint-Pierre-et-Saint-Paul d'Anzême                                  |
| Église Saint-Eutrope d'Arrènes                                                   | Arrènes                       |                                                                         | 46° 04′ 15″ nord, 1° 34′ 12″ est | « PA00099988 » | Inscrit                | 1963                 | Église Saint-Eutrope d'Arrènes                                              |
| Église Saint-Barthélemy d'Ars                                                    | Ars                           |                                                                         | 46° 00′ 16″ nord, 2° 04′ 41″ est | « PA00099989 » | Classé                 | 1983                 | Église Saint-Barthélemy d'Ars                                               |
| Château d'Aubusson                                                               | Aubusson                      |                                                                         | 45° 57′ 23″ nord, 2° 10′ 18″ est | « PA00099990 » | Inscrit                | 1964                 | Château d'Aubusson                                                          |
| Église Saint-Jean-de-la-Cour                                                     | Aubusson                      | Place Saint-Jean                                                        | 45° 57′ 05″ nord, 2° 10′ 14″ est | « PA23000009 » | Inscrit                | 2003                 | Église Saint-Jean-de-la-Cour                                                |
| Fontaine de la place de l'Ancienne-Halle                                         | Aubusson                      | Place de l'Ancienne-Halle                                               | 45° 57′ 24″ nord, 2° 10′ 04″ est | « PA00099991 » | Inscrit                | 1926                 | Fontaine de la place de l'Ancienne-Halle                                    |
| Fontaine de la place Général-Espagne                                             | Aubusson                      | Place Général-Espagne                                                   | 45° 57′ 29″ nord, 2° 10′ 22″ est | « PA00099992 » | Inscrit                | 1926                 | Fontaine de la place Général-Espagne                                        |
| Maison à pans de bois et encorbellement                                          | Aubusson                      | 102 Grande-Rue                                                          | 45° 57′ 28″ nord, 2° 10′ 20″ est | « PA00099994 » | Inscrit                | 1961                 | Maison à pans de bois et encorbellement                                     |
| Maison des Vallenet                                                              | Aubusson                      | Rue Pardoux-Duprat Grande-Rue Place de la Halle                         | 45° 57′ 24″ nord, 2° 10′ 04″ est | « PA00099993 » | Inscrit                | 1926 1930            | Maison des Vallenet                                                         |
| Musée des arts et traditions populaires Maison Corneille Maison du Tapissier     | Aubusson                      | 69 rue Vieille                                                          | 45° 57′ 26″ nord, 2° 10′ 13″ est | « PA00099996 » | Classé                 | 1962                 | Musée des arts et traditions populairesMaison CorneilleMaison du Tapissier  |
| Pont de la Terrade                                                               | Aubusson                      |                                                                         | 45° 57′ 26″ nord, 2° 10′ 02″ est | « PA00099997 » | Inscrit                | 1926                 | Pont de la Terrade                                                          |
| Tour de l'Horloge                                                                | Aubusson                      |                                                                         | 45° 57′ 27″ nord, 2° 10′ 07″ est | « PA00099998 » | Inscrit                | 1926                 | Tour de l'Horloge                                                           |
| Manufacture de tapisserie Braquenié                                              | Aubusson                      | 8 avenue de la République                                               | 45° 57′ 18″ nord, 2° 09′ 58″ est | « PA23000026 » | Inscrit                | 2013                 | Manufacture de tapisserie Braquenié                                         |
| Manufacture de tapisserie Castel                                                 | Aubusson                      | 12A avenue de la République                                             | 45° 57′ 18″ nord, 2° 09′ 54″ est | « PA23000025 » | Inscrit                | 2012                 | Manufacture de tapisserie Castel                                            |
| Manufacture de tapisserie Hamot devenue manufacture de tapisserie Saint-Jean     | Aubusson                      | 3 rue Saint-Jean                                                        | 45° 57′ 16″ nord, 2° 10′ 06″ est | « PA23000024 » | Inscrit                | 5 octobre 2012       | Manufacture de tapisserie Hamotdevenue manufacture de tapisserie Saint-Jean |
| Église Saint-Symphorien d'Auge                                                   | Auge                          |                                                                         | 46° 14′ 32″ nord, 2° 19′ 25″ est | « PA00099999 » | Inscrit                | 1988                 | Église Saint-Symphorien d'Auge                                              |
| Villa gallo-romaine de Coux                                                      | Auzances                      |                                                                         | 46° 02′ 25″ nord, 2° 30′ 35″ est | « PA00100225 » | Inscrit                | 1991                 | Villa gallo-romaine de Coux                                                 |
| Croix de Châtenet                                                                | Azat-Châtenet                 | Châtenet                                                                | 46° 05′ 24″ nord, 1° 45′ 52″ est | « PA00100000 » | Inscrit                | 1927                 | Croix de Châtenet                                                           |
| Chapelle gothique d'Azerables                                                    | Azerables                     | Montjouant                                                              | 46° 21′ 00″ nord, 1° 27′ 40″ est | « PA00100001 » | Inscrit                | 1963                 | Chapelle gothique d'Azerables                                               |
| Église Saint-Georges d'Azerables                                                 | Azerables                     |                                                                         | 46° 21′ 13″ nord, 1° 28′ 36″ est | « PA00100002 » | Classé                 | 1941                 | Église Saint-Georges d'Azerables                                            |
| Église Saint-Sulpice de Banize                                                   | Banize                        |                                                                         | 45° 55′ 49″ nord, 1° 59′ 55″ est | « PA00100003 » | Classé                 | 2007                 | Église Saint-Sulpice de Banize                                              |
| Église Saint-Allyre-Sainte-Anne de Basville                                      | Basville                      |                                                                         | 45° 52′ 19″ nord, 2° 23′ 54″ est | « PA00100004 » | Inscrit                | 1926                 | Église Saint-Allyre-Sainte-Anne de Basville                                 |
| Église Saint-Pierre-et-Saint-Paul de Bazelat                                     | Bazelat                       |                                                                         | 46° 21′ 08″ nord, 1° 32′ 22″ est | « PA00100005 » | Inscrit                | 1963                 | Église Saint-Pierre-et-Saint-Paul de Bazelat                                |
| Tour de l'Horloge                                                                | Bellegarde-en-Marche          | Grande-Rue                                                              | 45° 58′ 53″ nord, 2° 17′ 36″ est | « PA00100006 » | Inscrit                | 1963                 | Tour de l'Horloge                                                           |
| Église Saint-Barthélémy de Bénévent-l'Abbaye                                     | Bénévent-l'Abbaye             |                                                                         | 46° 07′ 10″ nord, 1° 37′ 45″ est | « PA00100007 » | Classé                 | 1862                 | Église Saint-Barthélémy de Bénévent-l'Abbaye                                |
| Fontaine de Bénévent-l'Abbaye                                                    | Bénévent-l'Abbaye             | Place du Marché                                                         | 46° 07′ 06″ nord, 1° 37′ 46″ est | « PA00100008 » | Inscrit                | 1926                 | Fontaine de Bénévent-l'Abbaye                                               |
| Abbaye de Prébenoît                                                              | Bétête                        |                                                                         | 46° 21′ 27″ nord, 2° 02′ 27″ est | « PA00100009 » | Inscrit                | 1980                 | Abbaye de Prébenoît                                                         |
| Église Saint-Jean-Baptiste de Blaudeix                                           | Blaudeix                      |                                                                         | 46° 13′ 48″ nord, 2° 05′ 03″ est | « PA00100010 » | Inscrit                | 1934                 | Église Saint-Jean-Baptiste de Blaudeix                                      |
| Château de la Forêt                                                              | Blessac                       |                                                                         | 45° 58′ 28″ nord, 2° 08′ 41″ est | « PA23000027 » | Inscrit                | 2018                 | Château de la Forêt                                                         |
| Dolmen dit Pierre de la Fade                                                     | Blessac                       | Boiscaud                                                                | 45° 57′ 50″ nord, 2° 06′ 38″ est | « PA00100011 » | Classé                 | 1889                 | Dolmen dit Pierre de la Fade                                                |
| Église Saint-Sylvain de Bonnat                                                   | Bonnat                        |                                                                         | 46° 19′ 38″ nord, 1° 54′ 09″ est | « PA00100012 » | Classé                 | 1924                 | Église Saint-Sylvain de Bonnat                                              |
| Chapelle de l'Arrier                                                             | Bourganeuf                    |                                                                         | 45° 57′ 08″ nord, 1° 45′ 20″ est | « PA00100013 » | Inscrit                | 1937                 | Chapelle de l'Arrier                                                        |
| Église Saint-Jean-Baptiste de Bourganeuf                                         | Bourganeuf                    |                                                                         | 45° 57′ 13″ nord, 1° 45′ 22″ est | « PA00100015 » | Classé                 | 1913                 | Église Saint-Jean-Baptiste de Bourganeuf                                    |
| Maison                                                                           | Bourganeuf                    | 8 place de l'Hôtel-de-Ville                                             | 45° 57′ 15″ nord, 1° 45′ 21″ est | « PA00100016 » | Inscrit                | 1963                 | Maison                                                                      |
| Tour Zizim                                                                       | Bourganeuf                    |                                                                         | 45° 57′ 14″ nord, 1° 45′ 24″ est | « PA00100014 » | Classé                 | 1911                 | Tour Zizim                                                                  |
| Château de Boussac                                                               | Boussac                       |                                                                         | 46° 20′ 53″ nord, 2° 12′ 40″ est | « PA00100017 » | Classé                 | 1930                 | Château de Boussac                                                          |
| Maison                                                                           | Boussac                       | 24 place Gambetta Rue du Château                                        | 46° 20′ 56″ nord, 2° 12′ 44″ est | « PA00100018 » | Inscrit                | 1963                 | Maison                                                                      |
| Maison à tourelles                                                               | Boussac                       | 4 rue de la Cure                                                        | 46° 20′ 54″ nord, 2° 12′ 46″ est | « PA00100019 » | Inscrit                | 1986                 | Maison à tourelles                                                          |
| Pont ancien de Boussac sur la Petite Creuse                                      | Boussac                       |                                                                         | 46° 20′ 47″ nord, 2° 12′ 45″ est | « PA00100020 » | Inscrit                | 1926                 | Pont ancien de Boussac sur la Petite Creuse                                 |
| Église Saint-Martin de Boussac-Bourg                                             | Boussac-Bourg                 |                                                                         | 46° 21′ 41″ nord, 2° 14′ 09″ est | « PA00100021 » | Classé                 | 1930                 | Église Saint-Martin de Boussac-Bourg                                        |
| Château de Brousse                                                               | Brousse                       |                                                                         | 45° 58′ 30″ nord, 2° 27′ 10″ est | « PA00100022 » | Inscrit                | 1978                 | Château de Brousse                                                          |
| Église Saint-Martial du Châtelet                                                 | Budelière                     | Le Châtelet                                                             | 46° 11′ 44″ nord, 2° 28′ 06″ est | « PA00100023 » | Classé                 | 1996                 | Église Saint-Martial du Châtelet                                            |
| Croix de chemin de Bussière-Dunoise                                              | Bussière-Dunoise              |                                                                         | 46° 15′ 31″ nord, 1° 45′ 48″ est | « PA00100024 » | Inscrit                | 1925                 | Image manquante Téléverser                                                  |
| Église Saint-Symphorien de Bussière-Dunoise                                      | Bussière-Dunoise              |                                                                         | 46° 15′ 30″ nord, 1° 45′ 47″ est | « PA00100025 » | Inscrit                | 1969                 | Église Saint-Symphorien de Bussière-Dunoise                                 |
| Église Saint-Pierre-ès-Liens de La Celle-Dunoise                                 | La Celle-Dunoise              |                                                                         | 46° 18′ 31″ nord, 1° 46′ 11″ est | « PA00100026 » | Classé Inscrit         | 1921 1988            | Église Saint-Pierre-ès-Liens de La Celle-Dunoise                            |
| Église Saint-Avit-1er de La Cellette                                             | La Cellette                   |                                                                         | 46° 24′ 14″ nord, 2° 00′ 54″ est | « PA00100027 » | Inscrit                | 1935                 | Église Saint-Avit-1er de La Cellette                                        |
| Église Saint-Blaise de Chamberaud                                                | Chamberaud                    |                                                                         | 46° 03′ 00″ nord, 2° 02′ 43″ est | « PA00100028 » | Classé                 | 1991                 | Église Saint-Blaise de Chamberaud                                           |
| Château de Ligondeix                                                             | Chambonchard                  |                                                                         | 46° 08′ 48″ nord, 2° 33′ 30″ est | « PA00100032 » | Inscrit                | 1962                 | Image manquante Téléverser                                                  |
| Église Saint-Martin de Tours                                                     | Chambonchard                  |                                                                         | 46° 10′ 35″ nord, 2° 33′ 06″ est | « PA00100033 » | Inscrit Classé         | 1989 1990            | Église Saint-Martin de Tours                                                |
| Abbatiale Sainte-Valérie                                                         | Chambon-sur-Voueize           |                                                                         | 46° 11′ 22″ nord, 2° 25′ 33″ est | « PA00100029 » | Classé                 | 1840                 | Abbatiale Sainte-Valérie                                                    |
| Château de Villemoleix                                                           | Chambon-sur-Voueize           |                                                                         | 46° 10′ 17″ nord, 2° 25′ 32″ est | « PA23000021 » | Inscrit                | 2010                 | Image manquante Téléverser                                                  |
| Monastère de Chambon-sur-Voueize                                                 | Chambon-sur-Voueize           |                                                                         | 46° 11′ 20″ nord, 2° 25′ 35″ est | « PA00100030 » | Inscrit                | 1963                 | Monastère de Chambon-sur-Voueize                                            |
| Pont roman sur la Voueize                                                        | Chambon-sur-Voueize           |                                                                         | 46° 11′ 25″ nord, 2° 25′ 18″ est | « PA00100031 » | Classé                 | 1958                 | Pont roman sur la Voueize                                                   |
| Donjon de Chamborand                                                             | Chamborand                    |                                                                         | 46° 09′ 12″ nord, 1° 34′ 15″ est | « PA00100034 » | Inscrit                | 1939                 | Donjon de Chamborand                                                        |
| Château de Peyrudette                                                            | Champagnat                    |                                                                         | 46° 00′ 36″ nord, 2° 17′ 39″ est | « PA00100035 » | Inscrit                | 1989                 | Image manquante Téléverser                                                  |
| Menhir dit Pierre Femme                                                          | Champagnat                    | La Chaume de Pierre                                                     | 46° 02′ 37″ nord, 2° 14′ 39″ est | « PA00100036 » | Classé                 | 1910                 | Image manquante Téléverser                                                  |
| Église Saint-Martin-de-Tours Saint-Blaise                                        | Champsanglard                 |                                                                         | 46° 16′ 25″ nord, 1° 52′ 50″ est | « PA00100231 » | Inscrit                | 1992                 | Image manquante Téléverser                                                  |
| Croix de chemin de La Chapelle-Baloue                                            | La Chapelle-Baloue            | Route de Bazelat                                                        | 46° 21′ 23″ nord, 1° 34′ 24″ est | « PA00100037 » | Classé                 | 1924                 | Croix de chemin de La Chapelle-Baloue                                       |
| Église Notre-Dame de Lorette                                                     | La Chapelle-Baloue            |                                                                         | 46° 21′ 33″ nord, 1° 34′ 36″ est | « PA00100038 » | Inscrit                | 1963                 | Église Notre-Dame de Lorette                                                |
| Dolmen n° 1 du Masneuf                                                           | La Chapelle-Saint-Martial     |                                                                         | 46° 00′ 41″ nord, 1° 55′ 21″ est | « PA00100039 » | Inscrit                | 1988                 | Image manquante Téléverser                                                  |
| Dolmen n° 2 du Masneuf                                                           | La Chapelle-Saint-Martial     |                                                                         | 46° 00′ 50″ nord, 1° 55′ 29″ est | « PA00100040 » | Inscrit                | 1988                 | Image manquante Téléverser                                                  |
| Croix de Lardillier                                                              | La Chapelle-Taillefert        |                                                                         | 46° 06′ 55″ nord, 1° 50′ 49″ est | « PA00100041 » | Inscrit                | 1930                 | Croix de Lardillier                                                         |
| Église Saint-Pierre-ès-Liens de Châtelus-Malvaleix                               | Châtelus-Malvaleix            |                                                                         | 46° 18′ 23″ nord, 2° 01′ 27″ est | « PA00100043 » | Inscrit                | 1969                 | Église Saint-Pierre-ès-Liens de Châtelus-Malvaleix                          |
| Église de l'Assomption-de-la-Vierge de Châtelus-le-Marcheix                      | Châtelus-le-Marcheix          |                                                                         | 45° 59′ 58″ nord, 1° 36′ 44″ est | « PA00100042 » | Inscrit                | 1988                 | Église de l'Assomption-de-la-Vierge de Châtelus-le-Marcheix                 |
| Église Saint-Barthélémy de Chénérailles                                          | Chénérailles                  |                                                                         | 46° 06′ 51″ nord, 2° 10′ 28″ est | « PA00100044 » | Inscrit                | 1960                 | Église Saint-Barthélémy de Chénérailles                                     |
| Église de l'Assomption-de-la-Très-Sainte-Vierge de Chéniers                      | Chéniers                      |                                                                         | 46° 21′ 09″ nord, 1° 49′ 35″ est | « PA00100045 » | Classé                 | 1930                 | Image manquante Téléverser                                                  |
| Croix grande de Clairavaux                                                       | Clairavaux                    |                                                                         | 45° 47′ 09″ nord, 2° 10′ 32″ est | « PA00100046 » | Classé                 | 1920                 | Croix grande de Clairavaux                                                  |
| Église Saint-Roch-et-de-l'Assomption-de-Notre-Dame                               | Clairavaux                    |                                                                         | 45° 46′ 58″ nord, 2° 10′ 01″ est | « PA00100047 » | Classé                 | 1957                 | Église Saint-Roch-et-de-l'Assomption-de-Notre-Dame                          |
| Église Saint-Martial de Clugnat                                                  | Clugnat                       |                                                                         | 46° 18′ 28″ nord, 2° 07′ 07″ est | « PA00100048 » | Inscrit                | 1969                 | Église Saint-Martial de Clugnat                                             |
| Château de Vauchaussade                                                          | Le Compas                     |                                                                         | 46° 00′ 23″ nord, 2° 25′ 16″ est | « PA23000019 » | Inscrit                | 2009                 | Image manquante Téléverser                                                  |
| Château de Crocq                                                                 | Crocq                         |                                                                         | 45° 52′ 10″ nord, 2° 22′ 04″ est | « PA00100049 » | Inscrit                | 1926                 | Château de Crocq                                                            |
| Château de Crozant                                                               | Crozant                       |                                                                         | 46° 23′ 45″ nord, 1° 37′ 13″ est | « PA00100050 » | Inscrit Classé         | 1926 1997            | Château de Crozant                                                          |
| Château des Places                                                               | Crozant                       |                                                                         | 46° 22′ 56″ nord, 1° 36′ 20″ est | « PA00100229 » | Inscrit                | 1992                 | Château des Places                                                          |
| Église Saint-Étienne de Crozant                                                  | Crozant                       |                                                                         | 46° 23′ 33″ nord, 1° 37′ 17″ est | « PA00100051 » | Classé                 | 1933                 | Église Saint-Étienne de Crozant                                             |
| Pont Charraud                                                                    | Crozant                       |                                                                         | 46° 22′ 45″ nord, 1° 36′ 44″ est | « PA00100052 » | Inscrit                | 1934                 | Pont Charraud                                                               |
| Chapelle du Mas-Laurent                                                          | Croze                         |                                                                         | 45° 50′ 51″ nord, 2° 10′ 08″ est | « PA00100053 » | Inscrit                | 1932                 | Chapelle du Mas-Laurent                                                     |
| Église Saint-Martial-et-Saint-Blaise de Croze                                    | Croze                         |                                                                         | 45° 49′ 12″ nord, 2° 10′ 10″ est | « PA00100054 » | Inscrit                | 1964                 | Église Saint-Martial-et-Saint-Blaise de Croze                               |
| Église Saint-Martial-et-Saint-Denis                                              | Domeyrot                      |                                                                         | 46° 14′ 57″ nord, 2° 09′ 23″ est | « PA23000031 » | Inscrit                | 2022                 | Image manquante Téléverser                                                  |
| Borne milliaire dite Pierre du Marteau                                           | Le Donzeil                    |                                                                         | 46° 03′ 15″ nord, 2° 00′ 45″ est | « PA00100055 » | Classé                 | 1929                 | Borne milliaire dite Pierre du Marteau                                      |
| Église de l'Assomption-de-la-Très-Sainte-Vierge de Dun-le-Palestel               | Dun-le-Palestel               |                                                                         | 46° 18′ 22″ nord, 1° 40′ 06″ est | « PA00100057 » | Classé                 | 1911                 | Église de l'Assomption-de-la-Très-Sainte-Vierge de Dun-le-Palestel          |
| Abbatiale Saint-Pierre-Saint-Paul d'Évaux-les-Bains                              | Évaux-les-Bains               |                                                                         | 46° 10′ 35″ nord, 2° 29′ 11″ est | « PA00100059 » | Classé                 | 1841                 | Abbatiale Saint-Pierre-Saint-Paul d'Évaux-les-Bains                         |
| Couvent des Génovéfains                                                          | Évaux-les-Bains               |                                                                         | 46° 10′ 35″ nord, 2° 29′ 11″ est | « PA00100058 » | Inscrit                | 1943                 | Image manquante Téléverser                                                  |
| Thermes romains d'Évaux-les-Bains                                                | Évaux-les-Bains               |                                                                         | 46° 10′ 57″ nord, 2° 29′ 14″ est | « PA00100060 » | Classé                 | 1840                 | Thermes romains d'Évaux-les-Bains                                           |
| Viaduc de la Tardes                                                              | Évaux-les-Bains               |                                                                         | 46° 11′ 26″ nord, 2° 27′ 38″ est | « PA00100061 » | Inscrit                | 1975                 | Viaduc de la Tardes                                                         |
| Église Saint-Étienne de Faux-la-Montagne                                         | Faux-la-Montagne              |                                                                         | 45° 45′ 01″ nord, 1° 56′ 02″ est | « PA00100062 » | Inscrit                | 1963                 | Église Saint-Étienne de Faux-la-Montagne                                    |
| Dolmen dit la Cabane de César ou dolmen de la Croix Blanche                      | Felletin                      | La Croix Blanche                                                        | 45° 52′ 37″ nord, 2° 11′ 33″ est | « PA00100066 » | Inscrit                | 1966                 | Dolmen dit la Cabane de Césarou dolmen de la Croix Blanche                  |
| Chapelle Bleue                                                                   | Felletin                      | Rue Coudert Rue de Beaumont                                             | 45° 53′ 03″ nord, 2° 10′ 29″ est | « PA00100063 » | Inscrit                | 1935                 | Chapelle Bleue                                                              |
| Église Notre-Dame du Château                                                     | Felletin                      |                                                                         | 45° 53′ 04″ nord, 2° 10′ 21″ est | « PA00100064 » | Classé                 | 1930                 | Église Notre-Dame du Château                                                |
| Château d'Arfeuille                                                              | Felletin                      |                                                                         | 45° 52′ 56″ nord, 2° 12′ 23″ est | « PA00100065 » | Inscrit                | 2011                 | Château d'Arfeuille                                                         |
| Église Sainte-Valérie de Felletin                                                | Felletin                      |                                                                         | 45° 52′ 58″ nord, 2° 10′ 27″ est | « PA00100067 » | Classé                 | 1910                 | Église Sainte-Valérie de Felletin                                           |
| Immeuble (niche d'angle)                                                         | Felletin                      | 19 Grande-Rue                                                           | 45° 53′ 00″ nord, 2° 10′ 26″ est | « PA00100069 » | Inscrit                | 1963                 | Immeuble (niche d'angle)                                                    |
| Maison (façade et toiture sur rue)                                               | Felletin                      | 35 Grande-Rue                                                           | 45° 52′ 58″ nord, 2° 10′ 28″ est | « PA00100068 » | Inscrit                | 1964                 | Maison(façade et toiture sur rue)                                           |
| Lanterne des morts de Felletin                                                   | Felletin                      | Cimetière                                                               | 45° 53′ 20″ nord, 2° 10′ 31″ est | « PA00100070 » | Classé                 | 1886                 | Lanterne des morts de Felletin                                              |
| Maison                                                                           | Felletin                      | 3 rue Détournée                                                         | 45° 53′ 01″ nord, 2° 10′ 20″ est | « PA23000004 » | Inscrit                | 1997                 | Maison                                                                      |
| Maison dite du Bailli                                                            | Felletin                      | Rue Terrefume 4 rue du Clocher                                          | 45° 52′ 59″ nord, 2° 10′ 24″ est | « PA00100071 » | Inscrit                | 1965                 | Maison dite du Bailli                                                       |
| Pont Roby                                                                        | Felletin                      |                                                                         | 45° 52′ 39″ nord, 2° 10′ 16″ est | « PA00100072 » | Inscrit                | 1926                 | Pont Roby                                                                   |
| Tour de Felletin                                                                 | Felletin                      | Rue de l'Hôtel-de-Ville Rue de la Tour Rue des Fossés 15 place Courtaud | 45° 52′ 59″ nord, 2° 10′ 21″ est | « PA00100073 » | Inscrit                | 1963                 | Tour de Felletin                                                            |
| Église Saint-Denis de Fransèches                                                 | Fransèches                    |                                                                         | 46° 01′ 05″ nord, 2° 02′ 59″ est | « PA00100074 » | Inscrit                | 1969                 | Église Saint-Denis de Fransèches                                            |
| Chapelle Saint-Gilles des Forges                                                 | Fresselines                   | Les Forges                                                              | 46° 21′ 30″ nord, 1° 43′ 50″ est | « PA23000011 » | Inscrit                | 2004                 | Chapelle Saint-Gilles des Forges                                            |
| Château de Gartempe                                                              | Gartempe                      | Le Bourg                                                                | 46° 08′ 52″ nord, 1° 44′ 09″ est | « PA23000007 » | Inscrit                | 2002                 | Château de Gartempe                                                         |
| Croix de Gentioux-Pigerolles                                                     | Gentioux-Pigerolles           | Pallier Dans le cimetière du hameau de Pallier                          | 45° 47′ 17″ nord, 2° 01′ 51″ est | « PA00100075 » | Inscrit                | 1963                 | Croix de Gentioux-Pigerolles                                                |
| Croix de Villemoneix                                                             | Gentioux-Pigerolles           | Villemoneix                                                             | 45° 48′ 50″ nord, 2° 01′ 22″ est | « PA00100076 » | Inscrit                | 1964                 | Croix de Villemoneix                                                        |
| Église de l'Invention-des-Reliques-de-Saint-Étienne de Pigerolles                | Gentioux-Pigerolles           | Pigerolles                                                              | 45° 46′ 45″ nord, 2° 04′ 01″ est | « PA00100079 » | Inscrit                | 1969                 | Église de l'Invention-des-Reliques-de-Saint-Étienne de Pigerolles           |
| Église Sainte-Madeleine de Pallier Église templière                              | Gentioux-Pigerolles           | Pallier                                                                 | 45° 47′ 17″ nord, 2° 01′ 50″ est | « PA00100078 » | Inscrit                | 1974                 | Église Sainte-Madeleine de PallierÉglise templière                          |
| Église Saint-Martial de Gentioux-Pigerolles                                      | Gentioux-Pigerolles           | Gentioux                                                                | 45° 47′ 05″ nord, 1° 59′ 37″ est | « PA00100077 » | Inscrit                | 1926                 | Église Saint-Martial de Gentioux-Pigerolles                                 |
| Maison de notaire royal                                                          | Gentioux-Pigerolles           | Pallier                                                                 | 45° 47′ 17″ nord, 2° 01′ 49″ est | « PA23000001 » | Inscrit                | 1996                 | Maison de notaire royal                                                     |
| Monument funéraire de la famille Cacaud                                          | Gentioux-Pigerolles           | Gentioux                                                                | 45° 47′ 15″ nord, 1° 59′ 42″ est | « PA00100080 » | Inscrit                | 1988                 | Monument funéraire de la famille Cacaud                                     |
| Monument aux morts de Gentioux-Pigerolles                                        | Gentioux-Pigerolles           | Gentioux R.D. 8, R.D. 992                                               | 45° 47′ 05″ nord, 1° 59′ 42″ est | « PA00100223 » | Inscrit                | 1990                 | Monument aux morts de Gentioux-Pigerolles                                   |
| Pont de Sénoueix                                                                 | Gentioux-Pigerolles           | Peux-Loube                                                              | 45° 49′ 03″ nord, 1° 59′ 47″ est | « PA00100224 » | Inscrit                | 1990                 | Pont de Sénoueix                                                            |
| Église Saint-Pierre-et-Saint-Paul de Gioux                                       | Gioux                         |                                                                         | 45° 48′ 42″ nord, 2° 07′ 21″ est | « PA00100081 » | Inscrit                | 1981                 | Église Saint-Pierre-et-Saint-Paul de Gioux                                  |
| Villa gallo-romaine de Maisonnières                                              | Gioux                         | Le Fond des Gouttes                                                     | 45° 49′ 25″ nord, 2° 07′ 18″ est | « PA00100226 » | Inscrit                | 1991                 | Villa gallo-romaine de Maisonnières                                         |
| Église de la Nativité-de-la-Vierge de Glénic                                     | Glénic                        |                                                                         | 46° 13′ 26″ nord, 1° 55′ 18″ est | « PA00100082 » | Classé                 | 1989                 | Église de la Nativité-de-la-Vierge de Glénic                                |
| Église Saint-Martin de Gouzon                                                    | Gouzon                        |                                                                         | 46° 11′ 32″ nord, 2° 14′ 23″ est | « PA00100083 » | Inscrit                | 1933                 | Église Saint-Martin de Gouzon                                               |
| Église Saint-Nicolas des Forges                                                  | Gouzon                        | Les Forges                                                              | 46° 11′ 31″ nord, 2° 14′ 23″ est | « PA00100084 » | Classé Inscrit         | 1969 1973            | Église Saint-Nicolas des Forges                                             |
| Maison (la pièce décorée de papiers peints panoramiques située au premier étage) | Gouzon                        | 1 place de l'Église                                                     | 46° 11′ 30″ nord, 2° 14′ 19″ est | « PA23000010 » | Classé                 | 2003                 | Image manquante Téléverser                                                  |
| Église de l'Assomption-de-la-Très-Sainte-Vierge du Grand-Bourg                   | Le Grand-Bourg                |                                                                         | 46° 09′ 36″ nord, 1° 38′ 44″ est | « PA00100085 » | Classé                 | 1929                 | Église de l'Assomption-de-la-Très-Sainte-Vierge du Grand-Bourg              |
| Hôtel des Moneyroux                                                              | Guéret                        | Place Louis-Lacrocq                                                     | 46° 10′ 07″ nord, 1° 52′ 10″ est | « PA00100086 » | Inscrit Classé         | 1926 1941            | Hôtel des Moneyroux                                                         |
| Maison Rocaille                                                                  | Guéret                        | 60 avenue Gambetta                                                      | à géolocaliser                   | « PA23000030 » | Inscrit                | 2021                 | Image manquante Téléverser                                                  |
| Présidial de Guéret                                                              | Guéret                        | 8 place du Marché                                                       | 46° 10′ 14″ nord, 1° 52′ 03″ est | « PA00100087 » | Inscrit                | 1934                 | Présidial de Guéret                                                         |
| Théâtre de Guéret                                                                | Guéret                        | 2 place Varillas, 17 boulevard Carnot                                   | 46° 10′ 13″ nord, 1° 52′ 13″ est | « PA23000029 » | Inscrit                | 2021                 | Théâtre de Guéret                                                           |
| Cippe gallo-romain d'Issoudun-Létrieix                                           | Issoudun-Létrieix             | Le Bourg                                                                | 46° 03′ 38″ nord, 2° 08′ 34″ est | « PA00100088 » | Classé                 | 1971                 | Cippe gallo-romain d'Issoudun-Létrieix                                      |
| Église Saint-Michel de Jarnages                                                  | Jarnages                      |                                                                         | 46° 10′ 52″ nord, 2° 05′ 09″ est | « PA00100089 » | Classé                 | 1930                 | Église Saint-Michel de Jarnages                                             |
| Puits de Jarnages                                                                | Jarnages                      | Place du Marché                                                         | 46° 10′ 53″ nord, 2° 05′ 05″ est | « PA00100090 » | Classé                 | 1928                 | Puits de Jarnages                                                           |
| Château de Jouillat                                                              | Jouillat                      |                                                                         | 46° 15′ 26″ nord, 1° 56′ 09″ est | « PA00100091 » | Inscrit                | 1926                 | Château de Jouillat                                                         |
| Église Saint-Martial de Jouillat                                                 | Jouillat                      |                                                                         | 46° 15′ 24″ nord, 1° 56′ 11″ est | « PA00100092 » | Inscrit                | 1932                 | Église Saint-Martial de Jouillat                                            |
| Château de la Dauge                                                              | Ladapeyre                     |                                                                         | 46° 15′ 01″ nord, 2° 03′ 05″ est | « PA00100093 » | Inscrit                | 1931                 | Château de la Dauge                                                         |
| Croix de chemin de Ladapeyre                                                     | Ladapeyre                     |                                                                         | 46° 14′ 55″ nord, 2° 02′ 59″ est | « PA00100094 » | Classé                 | 1924                 | Croix de chemin de Ladapeyre                                                |
| Église Saint-Sulpice de Ladapeyre                                                | Ladapeyre                     |                                                                         | 46° 14′ 56″ nord, 2° 03′ 01″ est | « PA00100095 » | Inscrit                | 1933                 | Église Saint-Sulpice de Ladapeyre                                           |
| Commanderie de Lavaufranche                                                      | Lavaufranche                  |                                                                         | 46° 19′ 02″ nord, 2° 16′ 09″ est | « PA00100096 » | Classé                 | 1963                 | Commanderie de Lavaufranche                                                 |
| Houillères d'Ahun                                                                | Lavaveix-les-Mines            |                                                                         | 46° 04′ 12″ nord, 2° 05′ 23″ est | « PA23000017 » | Inscrit                | 2006                 | Houillères d'Ahun                                                           |
| Église Saint-Nicolas de Lépaud                                                   | Lépaud                        |                                                                         | 46° 14′ 20″ nord, 2° 23′ 13″ est | « PA00100097 » | Inscrit                | 1963                 | Église Saint-Nicolas de Lépaud                                              |
| Église Saint-Désiré de Leyrat                                                    | Leyrat                        |                                                                         | 46° 21′ 46″ nord, 2° 17′ 32″ est | « PA00100098 » | Inscrit                | 1926                 | Église Saint-Désiré de Leyrat                                               |
| Église Saint-Martial de Lioux-les-Monges                                         | Lioux-les-Monges              |                                                                         | 45° 57′ 06″ nord, 2° 27′ 22″ est | « PA00100099 » | Inscrit                | 1969                 | Église Saint-Martial de Lioux-les-Monges                                    |
| Église Saint-Oradour de Lupersat                                                 | Lupersat                      |                                                                         | 45° 58′ 54″ nord, 2° 21′ 13″ est | « PA00100100 » | Classé                 | 1974                 | Image manquante Téléverser                                                  |
| Tour-chapelle du Monteil-Sugnet                                                  | Lupersat                      | Le Monteil-Sugnet                                                       | 45° 58′ 15″ nord, 2° 21′ 10″ est | « PA23000005 » | Inscrit                | 2000                 | Image manquante Téléverser                                                  |
| Château de Magnat-l'Étrange                                                      | Magnat-l'Étrange              |                                                                         | 45° 47′ 38″ nord, 2° 16′ 44″ est | « PA00100101 » | Inscrit                | 1943                 | Château de Magnat-l'Étrange                                                 |
| Église de l'Assomption-de-la-Très-Sainte-Vierge de Magnat-l'Étrange              | Magnat-l'Étrange              |                                                                         | 45° 47′ 39″ nord, 2° 16′ 45″ est | « PA00100102 » | Classé                 | 1943                 | Église de l'Assomption-de-la-Très-Sainte-Vierge de Magnat-l'Étrange         |
| Château de Mainsat                                                               | Mainsat                       |                                                                         | 46° 03′ 07″ nord, 2° 23′ 12″ est | « PA00100103 » | Inscrit                | 1963 1991 1997       | Image manquante Téléverser                                                  |
| Église Saint-Jean de Maison-Feyne                                                | Maison-Feyne                  |                                                                         | 46° 20′ 31″ nord, 1° 40′ 15″ est | « PA00100104 » | Classé                 | 1969                 | Église Saint-Jean de Maison-Feyne                                           |
| Église Saint-Sébastien de Maisonnisses                                           | Maisonnisses                  |                                                                         | 46° 03′ 49″ nord, 1° 53′ 57″ est | « PA00100105 » | Inscrit                | 1925                 | Église Saint-Sébastien de Maisonnisses                                      |
| Croix de cimetière de Malleret                                                   | Malleret                      | Les Magnardeix                                                          | 45° 45′ 48″ nord, 2° 19′ 18″ est | « PA00100106 » | Classé                 | 1965                 | Croix de cimetière de Malleret                                              |
| Église Saint-Martin de Malleret-Boussac                                          | Malleret-Boussac              |                                                                         | 46° 20′ 32″ nord, 2° 08′ 35″ est | « PA00100230 » | Inscrit                | 1992 1997            | Image manquante Téléverser                                                  |
| Château Abain                                                                    | Malval                        |                                                                         | 46° 20′ 59″ nord, 1° 52′ 59″ est | « PA23000018 » | Inscrit                | 2005                 | Château Abain                                                               |
| Église Sainte-Valérie de Malval                                                  | Malval                        |                                                                         | 46° 20′ 58″ nord, 1° 53′ 12″ est | « PA00100107 » | Classé                 | 1912                 | Église Sainte-Valérie de Malval                                             |
| Croix de cimetière du Mas-d'Artige                                               | Le Mas-d'Artige               | Le Gouttery                                                             | 45° 43′ 44″ nord, 2° 11′ 48″ est | « PA00100108 » | Inscrit                | 1963                 | Croix de cimetière du Mas-d'Artige                                          |
| Église Saint-Martin de Mautes                                                    | Mautes                        |                                                                         | 45° 56′ 40″ nord, 2° 23′ 08″ est | « PA00100109 » | Inscrit                | 1968                 | Église Saint-Martin de Mautes                                               |
| Ferme du Boisqueyreau                                                            | Mautes                        |                                                                         | 45° 55′ 57″ nord, 2° 24′ 52″ est | « PA23000020 » | Inscrit                | 2009                 | Image manquante Téléverser                                                  |
| Château de Montaigut-le-Blanc                                                    | Montaigut-le-Blanc            |                                                                         | 46° 07′ 52″ nord, 1° 44′ 17″ est | « PA00100110 » | Inscrit                | 1926                 | Château de Montaigut-le-Blanc                                               |
| Château du Monteil-au-Vicomte                                                    | Le Monteil-au-Vicomte         |                                                                         | 45° 55′ 45″ nord, 1° 56′ 19″ est | « PA00100111 » | Inscrit                | 1964                 | Château du Monteil-au-Vicomte                                               |
| Église Saint-Pierre du Monteil-au-Vicomte                                        | Le Monteil-au-Vicomte         |                                                                         | 45° 55′ 47″ nord, 1° 56′ 14″ est | « PA00100112 » | Inscrit                | 1933                 | Église Saint-Pierre du Monteil-au-Vicomte                                   |
| Église Saint-Rémi de Mourioux-Vieilleville                                       | Mourioux-Vieilleville         |                                                                         | 46° 04′ 36″ nord, 1° 38′ 42″ est | « PA00100113 » | Inscrit                | 1961                 | Église Saint-Rémi de Mourioux-Vieilleville                                  |
| Abbaye de Moutier-d'Ahun Église de l'Assomption                                  | Moutier-d'Ahun                |                                                                         | 46° 05′ 26″ nord, 2° 03′ 18″ est | « PA00100114 » | Classé                 | 1899 1924            | Abbaye de Moutier-d'AhunÉglise de l'Assomption                              |
| Pont Romain                                                                      | Moutier-d'Ahun                |                                                                         | 46° 05′ 33″ nord, 2° 03′ 26″ est | « PA00100115 » | Classé                 | 1920                 | Pont Romain                                                                 |
| Croix de Moutier-Rozeille                                                        | Moutier-Rozeille              | Place de l'Église                                                       | 45° 54′ 59″ nord, 2° 11′ 51″ est | « PA00100116 » | Inscrit                | 1926                 | Croix de Moutier-Rozeille                                                   |
| Croix de Saint-Barber                                                            | Moutier-Rozeille              |                                                                         | 45° 54′ 48″ nord, 2° 11′ 50″ est | « PA00100117 » | Inscrit                | 1926                 | Croix de Saint-Barber                                                       |
| Église de la Nativité-de-la-Très-Sainte-Vierge de Moutier-Rozeille               | Moutier-Rozeille              |                                                                         | 45° 54′ 59″ nord, 2° 11′ 50″ est | « PA00100118 » | Inscrit                | 1926                 | Église de la Nativité-de-la-Très-Sainte-Vierge de Moutier-Rozeille          |
| Dolmen dit La Pierre Cuberte                                                     | Naillat                       | Praneuf                                                                 | 46° 17′ 25″ nord, 1° 39′ 17″ est | « PA00100119 » | Classé                 | 1980                 | Dolmen dit La Pierre Cuberte                                                |
| Église Saint-Pierre-et-Saint-Paul de Noth                                        | Noth                          |                                                                         | 46° 14′ 04″ nord, 1° 35′ 06″ est | « PA00100120 » | Inscrit                | 1933                 | Église Saint-Pierre-et-Saint-Paul de Noth                                   |
| Château de Banizette                                                             | La Nouaille                   |                                                                         | 45° 52′ 00″ nord, 2° 04′ 08″ est | « PA00100232 » | Inscrit                | 1992                 | Château de Banizette                                                        |
| Église Saint-Pierre-Saint-Paul de La Nouaille                                    | La Nouaille                   |                                                                         | 45° 50′ 48″ nord, 2° 03′ 55″ est | « PA00100121 » | Classé                 | 1923                 | Église Saint-Pierre-Saint-Paul de La Nouaille                               |
| Croix de Nouhant                                                                 | Nouhant                       | Place de l'Église                                                       | 46° 17′ 06″ nord, 2° 23′ 25″ est | « PA00100122 » | Classé                 | 1922                 | Image manquante Téléverser                                                  |
| Église Saint-Martin de Nouhant                                                   | Nouhant                       |                                                                         | 46° 17′ 06″ nord, 2° 23′ 26″ est | « PA00100123 » | Inscrit                | 1935                 | Église Saint-Martin de Nouhant                                              |
| Maison forte du Fressineau                                                       | Nouhant                       | Le Fressineau                                                           | 46° 16′ 36″ nord, 2° 24′ 05″ est | « PA23000008 » | Inscrit                | 2002                 | Image manquante Téléverser                                                  |
| Église Saint-Clair de Nouzerines                                                 | Nouzerines                    | Le Bourg                                                                | 46° 23′ 19″ nord, 2° 06′ 28″ est | « PA00100124 » | Inscrit                | 1963                 | Église Saint-Clair de Nouzerines                                            |
| Église Notre-Dame de Nouziers                                                    | Nouziers                      |                                                                         | 46° 25′ 18″ nord, 1° 57′ 27″ est | « PA00100125 » | Classé                 | 1930                 | Église Notre-Dame de Nouziers                                               |
| Église Saint-Martin de Parsac                                                    | Parsac                        |                                                                         | 46° 12′ 14″ nord, 2° 09′ 02″ est | « PA00100221 » | Inscrit                | 1989                 | Image manquante Téléverser                                                  |
| Abbaye de Bonlieu                                                                | Peyrat-la-Nonière             |                                                                         | 46° 05′ 16″ nord, 2° 18′ 36″ est | « PA00100126 » | Inscrit                | 1963                 | Abbaye de Bonlieu                                                           |
| Château du Chiroux                                                               | Peyrat-la-Nonière             | Le Chiroux                                                              | 46° 04′ 54″ nord, 2° 14′ 04″ est | « PA00100127 » | Inscrit                | 1932 2010            | Château du Chiroux                                                          |
| Château du Mazeau                                                                | Peyrat-la-Nonière             | Le Mazeau                                                               | 46° 04′ 52″ nord, 2° 16′ 04″ est | « PA00100128 » | Inscrit                | 2016                 | Château du Mazeau                                                           |
| Huilerie d'Arcy                                                                  | Peyrat-la-Nonière             | Arcy                                                                    | 46° 04′ 49″ nord, 2° 14′ 37″ est | « PA23000002 » | Inscrit                | 1996                 | Image manquante Téléverser                                                  |
| Abbaye des Ternes                                                                | Pionnat                       |                                                                         | 46° 10′ 08″ nord, 2° 02′ 44″ est | « PA00100129 » | Inscrit                | 1981                 | Abbaye des Ternes                                                           |
| Oppidum de Châteauvieux                                                          | Pionnat                       | Châteauvieux                                                            | 46° 11′ 27″ nord, 2° 03′ 13″ est | « PA00100130 » | Classé                 | 1984                 | Oppidum de Châteauvieux                                                     |
| Viaduc de Busseau                                                                | Pionnat                       |                                                                         | 46° 07′ 24″ nord, 2° 01′ 38″ est | « PA00100131 » | Inscrit                | 1975                 | Viaduc de Busseau                                                           |
| Château de Pontarion                                                             | Pontarion                     |                                                                         | 45° 59′ 47″ nord, 1° 50′ 53″ est | « PA00100132 » | Inscrit                | 1941                 | Château de Pontarion                                                        |
| Église Saint-Blaise de Pontarion                                                 | Pontarion                     |                                                                         | 45° 59′ 49″ nord, 1° 50′ 59″ est | « PA00100133 » | Inscrit                | 1957                 | Église Saint-Blaise de Pontarion                                            |
| Église Sainte-Valérie de Pontcharraud                                            | Pontcharraud                  |                                                                         | 45° 51′ 52″ nord, 2° 16′ 19″ est | « PA00100134 » | Inscrit                | 1987                 | Église Sainte-Valérie de Pontcharraud                                       |
| Église Saint-Pierre-et-Saint-Paul de Poussanges                                  | Poussanges                    |                                                                         | 45° 49′ 33″ nord, 2° 12′ 47″ est | « PA00100135 » | Inscrit                | 1963                 | Église Saint-Pierre-et-Saint-Paul de Poussanges                             |
| Château de Margeleix                                                             | Puy-Malsignat                 |                                                                         | 46° 02′ 15″ nord, 2° 14′ 07″ est | « PA00100136 » | Classé Inscrit         | 1984                 | Château de Margeleix                                                        |
| Église Saint-Thomas de Cantorbéry                                                | Puy-Malsignat                 |                                                                         | 46° 02′ 17″ nord, 2° 13′ 10″ est | « PA00100137 » | Inscrit                | 1973                 | Église Saint-Thomas de Cantorbéry                                           |
| Tour de Puy-Malsignat                                                            | Puy-Malsignat                 |                                                                         | 46° 02′ 20″ nord, 2° 13′ 06″ est | « PA00100138 » | Inscrit                | 1937                 | Tour de Puy-Malsignat                                                       |
| Église Saint-Jean-Baptiste de Rimondeix                                          | Rimondeix                     |                                                                         | 46° 13′ 43″ nord, 2° 06′ 05″ est | « PA00100139 » | Inscrit                | 1980                 | Église Saint-Jean-Baptiste de Rimondeix                                     |
| Cippe gallo-romain de Roches                                                     | Roches                        | Les Razets Sud                                                          | 46° 17′ 20″ nord, 1° 58′ 02″ est | « PA00100140 » | Classé                 | 1979                 | Image manquante Téléverser                                                  |
| Église Saint-Pierre de Roches                                                    | Roches                        |                                                                         | 46° 16′ 58″ nord, 1° 59′ 58″ est | « PA00100141 » | Inscrit                | 1969                 | Église Saint-Pierre de Roches                                               |
| Église Saint-Laurent de Rougnat                                                  | Rougnat                       |                                                                         | 46° 03′ 14″ nord, 2° 30′ 04″ est | « PA00100142 » | Inscrit                | 1935                 | Église Saint-Laurent de Rougnat                                             |
| Église Saint-Germain de Royère-de-Vassivière                                     | Royère-de-Vassivière          |                                                                         | 45° 50′ 31″ nord, 1° 54′ 43″ est | « PA00100143 » | Inscrit                | 1963                 | Église Saint-Germain de Royère-de-Vassivière                                |
| Croix de Sagnat et pierre des morts                                              | Sagnat                        |                                                                         | 46° 18′ 15″ nord, 1° 37′ 44″ est | « PA00100144 » | Inscrit                | 1926                 | Image manquante Téléverser                                                  |
| Église Saint-Pierre-ès-Liens de Sagnat                                           | Sagnat                        |                                                                         | 46° 18′ 15″ nord, 1° 37′ 45″ est | « PA00100145 » | Classé                 | 1922                 | Image manquante Téléverser                                                  |
| Église Saint-Agnan de Saint-Agnant-de-Versillat                                  | Saint-Agnant-de-Versillat     |                                                                         | 46° 16′ 47″ nord, 1° 30′ 40″ est | « PA00100146 » | Inscrit                | 1933                 | Église Saint-Agnan de Saint-Agnant-de-Versillat                             |
| Lanterne des morts de Saint-Agnant-de-Versillat                                  | Saint-Agnant-de-Versillat     |                                                                         | 46° 16′ 34″ nord, 1° 30′ 30″ est | « PA00100147 » | Inscrit                | 1926                 | Lanterne des morts de Saint-Agnant-de-Versillat                             |
| Église Saint-Avit de Saint-Avit-de-Tardes                                        | Saint-Avit-de-Tardes          |                                                                         | 45° 55′ 03″ nord, 2° 17′ 10″ est | « PA00100148 » | Inscrit                | 1963                 | Église Saint-Avit de Saint-Avit-de-Tardes                                   |
| Église Saint-Blaise de Saint-Bard                                                | Saint-Bard                    |                                                                         | 45° 54′ 53″ nord, 2° 24′ 04″ est | « PA00100149 » | Inscrit                | 1973                 | Église Saint-Blaise de Saint-Bard                                           |
| Château d'Etangsannes                                                            | Saint-Chabrais                |                                                                         | 46° 06′ 02″ nord, 2° 11′ 17″ est | « PA00100150 » | Inscrit                | 1932 13 février 2012 | Image manquante Téléverser                                                  |
| Château de la Faye                                                               | Saint-Dizier-la-Tour          |                                                                         | 46° 07′ 16″ nord, 2° 08′ 03″ est | « PA00135405 » | Inscrit                | 1995                 | Image manquante Téléverser                                                  |
| Église Saint-Didier-et-Saint-Blaise de Saint-Dizier-la-Tour                      | Saint-Dizier-la-Tour          | Le Bourg                                                                | 46° 08′ 45″ nord, 2° 09′ 14″ est | « PA23000012 » | Inscrit                | 2004                 | Image manquante Téléverser                                                  |
| Mottes castrales de la Tour-Saint-Austrille                                      | Saint-Dizier-la-Tour          | la Tour                                                                 | 46° 08′ 47″ nord, 2° 09′ 02″ est | « PA23000012 » | Inscrit                | 2020                 | Mottes castrales de la Tour-Saint-Austrille                                 |
| Église Saint-Dizier de Saint-Dizier-les-Domaines                                 | Saint-Dizier-les-Domaines     | Le Bourg                                                                | 46° 19′ 07″ nord, 2° 02′ 08″ est | « PA00100151 » | Inscrit                | 1963                 | Église Saint-Dizier de Saint-Dizier-les-Domaines                            |
| Chapelle Saint-Jean-Baptiste de la Croix-au-Bost                                 | Saint-Domet                   | La Croix-au-Bost                                                        | 46° 03′ 01″ nord, 2° 16′ 34″ est | « PA00100152 » | Classé                 | 1989                 | Chapelle Saint-Jean-Baptiste de la Croix-au-Bost                            |
| Château de Sainte-Feyre                                                          | Sainte-Feyre                  |                                                                         | 46° 08′ 29″ nord, 1° 55′ 00″ est | « PA00100154 » | Inscrit                | 1967 1986            | Château de Sainte-Feyre                                                     |
| Église Saint-Symphorien de Sainte-Feyre                                          | Sainte-Feyre                  |                                                                         | 46° 08′ 20″ nord, 1° 54′ 53″ est | « PA00100155 » | Inscrit                | 1963                 | Église Saint-Symphorien de Sainte-Feyre                                     |
| Oppidum du Puy de Gaudy                                                          | Sainte-Feyre                  | Le Puy-de-Gaudy Les Bains-d'en-Haut                                     | 46° 08′ 41″ nord, 1° 53′ 17″ est | « PA00100156 » | Inscrit Classé         | 1982                 | Image manquante Téléverser                                                  |
| Château de Villefort                                                             | Sainte-Feyre-la-Montagne      |                                                                         | 45° 54′ 24″ nord, 2° 13′ 48″ est | « PA00100157 » | Inscrit                | 1964                 | Château de Villefort                                                        |
| Église Saint-Jean de Saint-Étienne-de-Fursac                                     | Saint-Étienne-de-Fursac       | Paulhac                                                                 | 46° 07′ 08″ nord, 1° 30′ 32″ est | « PA00100153 » | Classé                 | 1938                 | Église Saint-Jean de Saint-Étienne-de-Fursac                                |
| Château de Saint-Fiel                                                            | Saint-Fiel                    |                                                                         | 46° 12′ 38″ nord, 1° 53′ 46″ est | « PA00100158 » | Inscrit                | 1978                 | Image manquante Téléverser                                                  |
| Église Saint-Fidèle de Saint-Fiel                                                | Saint-Fiel                    |                                                                         | 46° 12′ 47″ nord, 1° 53′ 45″ est | « PA00100159 » | Inscrit                | 1983                 | Image manquante Téléverser                                                  |
| Château du Bas-Bouteix                                                           | Saint-Frion                   | Le Bas-Bouteix                                                          | 45° 51′ 58″ nord, 2° 12′ 02″ est | « PA00132618 » | Inscrit                | 1994                 | Château du Bas-Bouteix                                                      |
| Église Saint-Frédulphe de Saint-Frion                                            | Saint-Frion                   |                                                                         | 45° 51′ 51″ nord, 2° 13′ 44″ est | « PA00100160 » | Inscrit Classé         | 1926 1997            | Image manquante Téléverser                                                  |
| Château des Écurettes                                                            | Saint-Georges-Nigremont       | Les Ecurettes                                                           | 45° 50′ 31″ nord, 2° 17′ 10″ est | « PA23000006 » | Inscrit                | 2001                 | Image manquante Téléverser                                                  |
| Dolmen de Ponsat                                                                 | Saint-Georges-la-Pouge        | La Pierre Levée                                                         | 46° 00′ 24″ nord, 1° 56′ 24″ est | « PA00100161 » | Classé                 | 1929                 | Dolmen de Ponsat                                                            |
| Église Saint-Georges de Saint-Georges-la-Pouge                                   | Saint-Georges-la-Pouge        |                                                                         | 45° 59′ 32″ nord, 1° 58′ 15″ est | « PA00100162 » | Inscrit                | 1963                 | Église Saint-Georges de Saint-Georges-la-Pouge                              |
| Château de Saint-Germain-Beaupré                                                 | Saint-Germain-Beaupré         |                                                                         | 46° 18′ 45″ nord, 1° 32′ 44″ est | « PA00100163 » | Inscrit Classé         | 1941 1946            | Château de Saint-Germain-Beaupré                                            |
| Église Saint-Germain de Saint-Germain-Beaupré                                    | Saint-Germain-Beaupré         |                                                                         | 46° 18′ 31″ nord, 1° 32′ 44″ est | « PA00100164 » | Inscrit                | 1937                 | Église Saint-Germain de Saint-Germain-Beaupré                               |
| Église Saint-Goussaud de Saint-Goussaud                                          | Saint-Goussaud                |                                                                         | 46° 02′ 25″ nord, 1° 34′ 42″ est | « PA00100165 » | Inscrit                | 1973                 | Église Saint-Goussaud de Saint-Goussaud                                     |
| Fanal funéraire de Saint-Goussaud                                                | Saint-Goussaud                |                                                                         | 46° 02′ 29″ nord, 1° 34′ 42″ est | « PA00100166 » | Classé                 | 1914                 | Fanal funéraire de Saint-Goussaud                                           |
| Monuments gallo-romains du Puy-de-Jouer                                          | Saint-Goussaud                |                                                                         | 46° 02′ 00″ nord, 1° 34′ 08″ est | « PA00100167 » | Inscrit Classé         | 1984                 | Monuments gallo-romains du Puy-de-Jouer                                     |
| Pont-Périt                                                                       | Saint-Hilaire-le-Château      |                                                                         | 45° 59′ 38″ nord, 1° 54′ 29″ est | « PA00135406 » | Inscrit                | 1995                 | Pont-Périt                                                                  |
| Église Saint-Hilaire de Saint-Hilaire-la-Plaine                                  | Saint-Hilaire-la-Plaine       |                                                                         | 46° 07′ 33″ nord, 1° 58′ 37″ est | « PA00100168 » | Classé                 | 1930                 | Église Saint-Hilaire de Saint-Hilaire-la-Plaine                             |
| Église Saint-Genest de Saint-Junien-la-Bregère                                   | Saint-Junien-la-Bregère       |                                                                         | 45° 52′ 56″ nord, 1° 45′ 16″ est | « PA00100169 » | Inscrit                | 1980                 | Image manquante Téléverser                                                  |
| Château de Saint-Maixant                                                         | Saint-Maixant                 |                                                                         | 45° 59′ 34″ nord, 2° 12′ 31″ est | « PA00100170 » | Inscrit                | 1959                 | Château de Saint-Maixant                                                    |
| Monument funéraire de Pierre-Victor Loth                                         | Saint-Maixant                 |                                                                         | 45° 59′ 31″ nord, 2° 12′ 05″ est | « PA00100171 » | Inscrit                | 1981                 | Monument funéraire de Pierre-Victor Loth                                    |
| Colonne gallo-romaine de Saint-Martial-le-Mont                                   | Saint-Martial-le-Mont         | Place de l'Église                                                       | 46° 03′ 01″ nord, 2° 05′ 36″ est | « PA00100172 » | Classé                 | 1938                 | Colonne gallo-romaine de Saint-Martial-le-Mont                              |
| Église Saint-Martial de Saint-Martial-le-Mont                                    | Saint-Martial-le-Mont         |                                                                         | 46° 03′ 02″ nord, 2° 05′ 38″ est | « PA00100173 » | Inscrit                | 1969                 | Église Saint-Martial de Saint-Martial-le-Mont                               |
| Croix de Sarsoux                                                                 | Saint-Martial-le-Vieux        | Sarsoux Dans le cimetière du hameau de Sarsoux                          | 45° 41′ 13″ nord, 2° 18′ 48″ est | « PA00100174 » | Inscrit                | 1963                 | Croix de Sarsoux                                                            |
| Église Saint-Martial de Saint-Martial-le-Vieux                                   | Saint-Martial-le-Vieux        |                                                                         | 45° 40′ 16″ nord, 2° 16′ 47″ est | « PA00100175 » | Inscrit                | 1971                 | Image manquante Téléverser                                                  |
| Église Sainte-Catherine de Saint-Martin-Sainte-Catherine                         | Saint-Martin-Sainte-Catherine | Saint-Martin                                                            | 45° 57′ 41″ nord, 1° 34′ 33″ est | « PA00100176 » | Classé                 | 2004                 | Image manquante Téléverser                                                  |
| Église Saint-Maurice de Saint-Maurice-la-Souterraine                             | Saint-Maurice-la-Souterraine  |                                                                         | 46° 12′ 52″ nord, 1° 25′ 53″ est | « PA00100177 » | Inscrit                | 1969                 | Image manquante Téléverser                                                  |
| Manoir de Lavaud                                                                 | Saint-Maurice-la-Souterraine  |                                                                         | 46° 13′ 08″ nord, 1° 26′ 14″ est | « PA00132619 » | Inscrit                | 1994                 | Image manquante Téléverser                                                  |
| Église Saint-Médard de Saint-Médard-la-Rochette                                  | Saint-Médard-la-Rochette      |                                                                         | 46° 02′ 41″ nord, 2° 08′ 37″ est | « PA00100178 » | Inscrit                | 1969                 | Église Saint-Médard de Saint-Médard-la-Rochette                             |
| Chapelle Notre-Dame de la Borne                                                  | Saint-Michel-de-Veisse        | La Chapelle                                                             | 45° 57′ 09″ nord, 2° 03′ 17″ est | « PA00100179 » | Classé                 | 1921                 | Chapelle Notre-Dame de la Borne                                             |
| Croix de chemin de Saint-Michel-de-Veisse                                        | Saint-Michel-de-Veisse        | La Chapelle                                                             | 45° 57′ 48″ nord, 2° 04′ 34″ est | « PA00100180 » | Classé                 | 1920                 | Croix de chemin de Saint-Michel-de-Veisse                                   |
| Église Saint-Maurille de Saint-Moreil                                            | Saint-Moreil                  |                                                                         | 45° 51′ 12″ nord, 1° 41′ 23″ est | « PA00100181 » | Inscrit                | 1980                 | Église Saint-Maurille de Saint-Moreil                                       |
| Mottes castrales de Saint-Oradoux-de-Chirouze                                    | Saint-Oradoux-de-Chirouze     | Les Mottes                                                              | 45° 42′ 29″ nord, 2° 18′ 40″ est | « PA00125511 » | Inscrit                | 1993                 | Mottes castrales de Saint-Oradoux-de-Chirouze                               |
| Croix de cimetière de Saint-Pardoux-d'Arnet                                      | Saint-Pardoux-d'Arnet         | Croix du Pradeau                                                        | 45° 52′ 49″ nord, 2° 20′ 03″ est | « PA00100182 » | Classé                 | 1963                 | Image manquante Téléverser                                                  |
| Château de Villemonteix                                                          | Saint-Pardoux-les-Cards       |                                                                         | 46° 06′ 28″ nord, 2° 08′ 35″ est | « PA00100183 » | Inscrit Classé Inscrit | 1932 1946 2010       | Château de Villemonteix                                                     |
| Église Saint-Pardoux de Saint-Pardoux-Morterolles                                | Saint-Pardoux-Morterolles     |                                                                         | 45° 53′ 49″ nord, 1° 49′ 14″ est | « PA00100184 » | Inscrit                | 1926                 | Église Saint-Pardoux de Saint-Pardoux-Morterolles                           |
| Église Saint-Étienne du Compeix                                                  | Saint-Pierre-Bellevue         |                                                                         | 45° 53′ 49″ nord, 1° 52′ 08″ est | « PA00100185 » | Inscrit                | 1988                 | Église Saint-Étienne du Compeix                                             |
| Sanctuaire gallo-romain du Puy-Lautard                                           | Saint-Pierre-Bellevue         |                                                                         | 45° 55′ 47″ nord, 1° 52′ 11″ est | « PA00100186 » | Inscrit Classé         | 1988 1990            | Image manquante Téléverser                                                  |
| Église Saint-Pierre de Saint-Pierre-de-Fursac                                    | Saint-Pierre-de-Fursac        |                                                                         | 46° 08′ 52″ nord, 1° 30′ 43″ est | « PA00100187 » | Classé                 | 1939                 | Église Saint-Pierre de Saint-Pierre-de-Fursac                               |
| Portail de l'église du Tromp                                                     | Saint-Priest                  |                                                                         | 46° 05′ 19″ nord, 2° 20′ 35″ est | « PA00100188 » | Classé                 | 1927                 | Portail de l'église du Tromp                                                |
| Pont de Bonlieu                                                                  | Saint-Priest                  | Bonlieu                                                                 | 46° 04′ 58″ nord, 2° 18′ 36″ est | « PA00100189 » | Inscrit                | 1936                 | Pont de Bonlieu                                                             |
| Menhir de la Rebeyrolle                                                          | Saint-Priest-la-Feuille       |                                                                         | 46° 10′ 34″ nord, 1° 33′ 20″ est | « PA00100227 » | Inscrit                | 1991                 | Menhir de la Rebeyrolle                                                     |
| Dolmen dit la Pierre Folle                                                       | Saint-Priest-la-Feuille       | La Feuille Au village de la Feuille                                     | 46° 12′ 23″ nord, 1° 32′ 24″ est | « PA00100190 » | Inscrit                | 1938                 | Dolmen dit la Pierre Folle                                                  |
| Dolmen de Saint-Hilaire                                                          | Saint-Priest-la-Plaine        |                                                                         | 46° 13′ 04″ nord, 1° 37′ 17″ est | « PA00100222 » | Inscrit                | 1990                 | Image manquante Téléverser                                                  |
| Église Saint-Priest de Saint-Priest-la-Plaine                                    | Saint-Priest-la-Plaine        |                                                                         | 46° 11′ 28″ nord, 1° 37′ 33″ est | « PA00100191 » | Classé Inscrit         | 1958 1979            | Image manquante Téléverser                                                  |
| Église Saint-Quentin de Saint-Quentin-la-Chabanne                                | Saint-Quentin-la-Chabanne     |                                                                         | 45° 51′ 53″ nord, 2° 09′ 16″ est | « PA00100192 » | Classé                 | 1914                 | Église Saint-Quentin de Saint-Quentin-la-Chabanne                           |
| Menhir dit Pierre Fitte                                                          | Saint-Quentin-la-Chabanne     |                                                                         | 45° 51′ 45″ nord, 2° 08′ 02″ est | « PA00100193 » | Inscrit                | 1961                 | Menhir dit Pierre Fitte                                                     |
| Église Saint-Silvain de Saint-Silvain-Bellegarde                                 | Saint-Silvain-Bellegarde      |                                                                         | 45° 58′ 23″ nord, 2° 18′ 11″ est | « PA00100194 » | Inscrit                | 1925                 | Image manquante Téléverser                                                  |
| Église Saint-Silvain de Saint-Silvain-Montaigut                                  | Saint-Silvain-Montaigut       |                                                                         | 46° 08′ 32″ nord, 1° 45′ 05″ est | « PA00100195 » | Inscrit                | 1927                 | Église Saint-Silvain de Saint-Silvain-Montaigut                             |
| Église Saint-Sulpice de Saint-Sulpice-le-Dunois                                  | Saint-Sulpice-le-Dunois       |                                                                         | 46° 17′ 55″ nord, 1° 43′ 57″ est | « PA00132620 » | Inscrit                | 1994                 | Église Saint-Sulpice de Saint-Sulpice-le-Dunois                             |
| Église Saint-Sulpice de Saint-Sulpice-le-Guérétois                               | Saint-Sulpice-le-Guérétois    |                                                                         | 46° 12′ 04″ nord, 1° 49′ 43″ est | « PA00100196 » | Inscrit                | 1925                 | Église Saint-Sulpice de Saint-Sulpice-le-Guérétois                          |
| Église Saint-Julien-de-Brioude-et-Saint-Vaury de Saint-Vaury                     | Saint-Vaury                   | Le Bourg                                                                | 46° 12′ 16″ nord, 1° 45′ 17″ est | « PA23000013 » | Inscrit                | 2004                 | Église Saint-Julien-de-Brioude-et-Saint-Vaury de Saint-Vaury                |
| Église Saint-Victor de Saint-Victor-en-Marche                                    | Saint-Victor-en-Marche        |                                                                         | 46° 07′ 08″ nord, 1° 48′ 53″ est | « PA00100197 » | Inscrit                | 1936                 | Église Saint-Victor de Saint-Victor-en-Marche                               |
| Église Saint-Martin de Sardent                                                   | Sardent                       |                                                                         | 46° 03′ 06″ nord, 1° 51′ 22″ est | « PA00100198 » | Inscrit                | 2018                 | Église Saint-Martin de Sardent                                              |
| Château du Théret                                                                | La Saunière                   |                                                                         | 46° 07′ 27″ nord, 1° 56′ 14″ est | « PA00100199 » | Inscrit                | 1931 1965            | Château du Théret                                                           |
| Église de la Nativité-de-la-Très-Sainte-Vierge de La Saunière                    | La Saunière                   |                                                                         | 46° 07′ 51″ nord, 1° 56′ 15″ est | « PA00100200 » | Classé                 | 1939                 | Église de la Nativité-de-la-Très-Sainte-Vierge de La Saunière               |
| Château de La Combe                                                              | Sermur                        |                                                                         | 45° 57′ 27″ nord, 2° 23′ 54″ est | « PA23000023 » | Inscrit                | 2011                 | Château de La Combe                                                         |
| Pigeonnier-chapelle de La Chaze                                                  | Sermur                        |                                                                         | 45° 58′ 34″ nord, 2° 24′ 31″ est | « PA23000022 » | Inscrit                | 2010                 | Pigeonnier-chapelle de La Chaze                                             |
| Tour de Sermur                                                                   | Sermur                        |                                                                         | 45° 58′ 36″ nord, 2° 25′ 53″ est | « PA00100201 » | Classé                 | 1975                 | Tour de Sermur                                                              |
| Pierre sous Pèze                                                                 | La Serre-Bussière-Vieille     |                                                                         | 46° 03′ 28″ nord, 2° 21′ 30″ est | « PA00100202 » | Classé                 | 1889                 | Image manquante Téléverser                                                  |
| Église de l'Assomption-de-la-Très-Sainte-Vierge de Soubrebost                    | Soubrebost                    |                                                                         | 45° 57′ 28″ nord, 1° 50′ 36″ est | « PA00100203 » | Classé                 | 1942                 | Église de l'Assomption-de-la-Très-Sainte-Vierge de Soubrebost               |
| Église Saint-André-de-Bellefaye de Bellefaye                                     | Soumans                       | Bellefaye                                                               | 46° 17′ 57″ nord, 2° 22′ 25″ est | « PA00100204 » | Inscrit                | 1963                 | Image manquante Téléverser                                                  |
| Église Saint-Léonard de Mareilles-au-Prieur                                      | Sous-Parsat                   | Mareilles                                                               | 46° 03′ 49″ nord, 1° 57′ 39″ est | « PA00100205 » | Inscrit                | 1926 2010            | Église Saint-Léonard de Mareilles-au-Prieur                                 |
| Château de Bridiers                                                              | La Souterraine                | Bridiers                                                                | 46° 14′ 33″ nord, 1° 30′ 49″ est | « PA00100211 » | Classé                 | 1968                 | Château de Bridiers                                                         |
| Église Notre-Dame de La Souterraine                                              | La Souterraine                |                                                                         | 46° 14′ 15″ nord, 1° 29′ 11″ est | « PA00100206 » | Classé                 | 1840                 | Église Notre-Dame de La Souterraine                                         |
| Lanterne des morts de La Souterraine                                             | La Souterraine                | Cimetière                                                               | 46° 14′ 27″ nord, 1° 29′ 16″ est | « PA00100207 » | Inscrit                | 1926                 | Lanterne des morts de La Souterraine                                        |
| Menhir de la Gérafie                                                             | La Souterraine                | Puy de la Justice La Géraphie                                           | 46° 13′ 34″ nord, 1° 29′ 15″ est | « PA00100208 » | Classé                 | 1889                 | Image manquante Téléverser                                                  |
| Porte de Puy-Charraud                                                            | La Souterraine                |                                                                         | 46° 14′ 13″ nord, 1° 29′ 01″ est | « PA00100209 » | Inscrit                | 1941                 | Image manquante Téléverser                                                  |
| Porte Saint-Jean                                                                 | La Souterraine                |                                                                         | 46° 14′ 14″ nord, 1° 29′ 13″ est | « PA00100210 » | Classé                 | 1920                 | Porte Saint-Jean                                                            |
| Château de Montflour                                                             | Tardes                        | Montflour                                                               | 46° 07′ 36″ nord, 2° 19′ 51″ est | « PA23000003 » | Inscrit                | 1996                 | Image manquante Téléverser                                                  |
| Église de l'Assomption-de-la-Vierge de Mazeirat                                  | Tardes                        | Mazeirat                                                                | 46° 09′ 10″ nord, 2° 21′ 49″ est | « PA00100212 » | Inscrit                | 1935                 | Église de l'Assomption-de-la-Vierge de Mazeirat                             |
| Chapelle Saint-Martial de Toulx-Sainte-Croix                                     | Toulx-Sainte-Croix            |                                                                         | 46° 16′ 58″ nord, 2° 12′ 50″ est | « PA00100228 » | Inscrit                | 1991                 | Chapelle Saint-Martial de Toulx-Sainte-Croix                                |
| Église Saint-Martial de Toulx-Sainte-Croix                                       | Toulx-Sainte-Croix            |                                                                         | 46° 17′ 05″ nord, 2° 12′ 44″ est | « PA00100213 » | Classé                 | 1986                 | Église Saint-Martial de Toulx-Sainte-Croix                                  |
| Pierres Jaumâtres                                                                | Toulx-Sainte-Croix            |                                                                         | 46° 18′ 46″ nord, 2° 13′ 34″ est | « PA00100214 » | Classé                 | 1927                 | Pierres Jaumâtres                                                           |
| Église Saint-Martin de Vallière                                                  | Vallière                      |                                                                         | 45° 54′ 24″ nord, 2° 02′ 07″ est | « PA00100215 » | Inscrit                | 1942                 | Église Saint-Martin de Vallière                                             |
| Église Saint-Pardoux de Vareilles                                                | Vareilles                     |                                                                         | 46° 17′ 58″ nord, 1° 28′ 37″ est | « PA00100216 » | Inscrit                | 1963                 | Église Saint-Pardoux de Vareilles                                           |
| Château de Montlebeau                                                            | Vareilles                     | Montlebeau                                                              | 46° 17′ 58″ nord, 1° 28′ 01″ est | « PA00100217 » | Classé                 | 2003                 | Château de Montlebeau                                                       |
| Église Saint-Pierre-ès-Liens de Vidaillat                                        | Vidaillat                     |                                                                         | 45° 57′ 29″ nord, 1° 54′ 24″ est | « PA00100218 » | Inscrit                | 1942                 | Image manquante Téléverser                                                  |
| Motte castrale du Creux-du-Renard                                                | Vidaillat                     |                                                                         | 45° 58′ 58″ nord, 1° 53′ 14″ est | « PA00125512 » | Inscrit                | 1993                 | Image manquante Téléverser                                                  |
| Église de la Conversion-de-Saint-Paul de Villard                                 | Villard                       |                                                                         | 46° 19′ 57″ nord, 1° 42′ 05″ est | « PA00100219 » | Inscrit                | 2008                 | Église de la Conversion-de-Saint-Paul de Villard                            |
| Église Saint-Robert de La Villedieu                                              | La Villedieu                  | La Villedieu                                                            | 45° 44′ 00″ nord, 1° 53′ 17″ est | « PA00100220 » | Inscrit                | 1963                 | Église Saint-Robert de La Villedieu                                         |

## Monuments radiés
| Monument                | Commune        | Adresse | Coordonnées                      | Notice         | Protection    | Date      | Illustration               |
| ----------------------- | -------------- | ------- | -------------------------------- | -------------- | ------------- | --------- | -------------------------- |
| Manoir de Châteaurenaud | La Souterraine |         | 46° 13′ 49″ nord, 1° 28′ 03″ est | « PA00135407 » | Inscrit Radié | 1995 2013 | Image manquante Téléverser |